# Frontière entre la Pennsylvanie et la Virginie-Occidentale

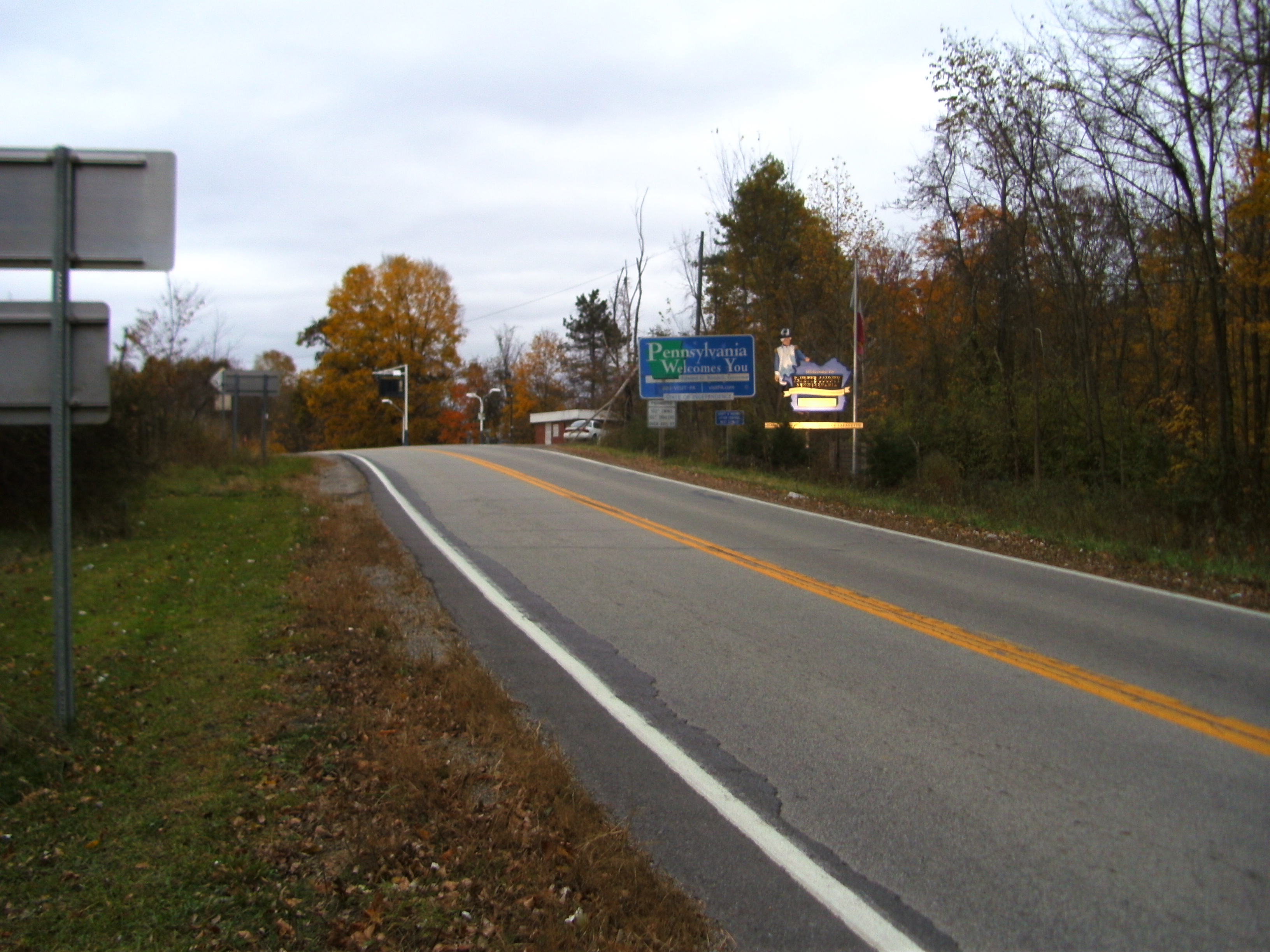
Entrée en Pennsylvanie depuis la Virginie-Occidentale.

La frontière entre la Pennsylvanie et l'Ohio est une frontière intérieure des États-Unis délimitant les territoires de la Pennsylvanie au nord-est et la Virginie-Occidentale au sud-ouest
Son tracé se compose de deux sections rectilignes et perpendiculaires :
- la première, d'orientation nord-sud, suit le méridien 80° 31′ 17″ de longitude ouest depuis la rivière Ohio jusqu'à la ligne Mason-Dixon établie entre 1763 et 1767, le long du parallèle 39° 43′ 20″ de latitude nord.
- la seconde, suit cette ligne Mason-Dixon jusqu'à 79° 28′ 03″ longitude ouest.